# Hans-Peter Mehling

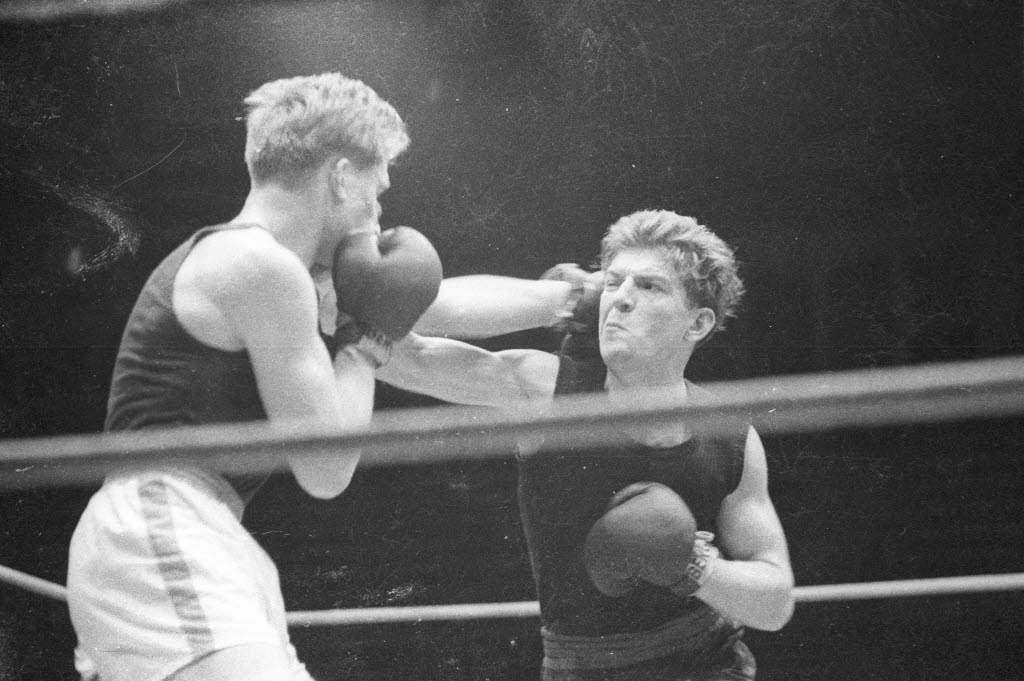
Hans-Peter Mehling (re.) beim Boxländerkampf der Amateure in der Kieler Ostseehalle (1957)

Hans-Peter Mehling (* 12. März 1934 in Trier; † 13. Oktober 2019 in Thönse) war ein deutscher Boxer. Er gewann bei den Europameisterschaften der Amateure 1953 und 1955 jeweils eine Bronzemedaille im Federgewicht.

## Werdegang
Hans-Peter Mehling wuchs in Celle auf und begann 1946 als Jugendlicher beim Verein für Körperkultur (VfK) Celle mit dem Boxen. Er entwickelte sich rasch zu einem deutschen Spitzenboxer. Im Jahre 1948 wurde er deutscher Jugendmeister (Altersgruppe bis 16 Jahre) und in den Jahren 1950 und 1951 deutscher Juniorenmeister (Altersgruppe bis 18 Jahre) in der Klasse bis 51 kg bzw. 54 kg Körpergewicht.
1953 wurde er erstmals Niedersachsenmeister im Federgewicht und belegte bei der deutschen Meisterschaft in der gleichen Gewichtsklasse den dritten Platz hinter Alfred Schweer aus Bochum und Manfred Bieber aus Oldenburg. Ganz überraschend wurde er vom DABV dann bei der Europameisterschaft in Warschau eingesetzt. Er rechtfertigte dieses Vertrauen, denn er gewann im Viertelfinale über den Tschechen Stehlik und hatte damit bereits eine Bronzemedaille gewonnen. Im Halbfinale kämpfte er gegen Jozef Kruza aus Polen, der die Unterstützung von 5.000 fanatischen polnischen Zuschauern hatte und verlor knapp nach Punkten. Kruza wurde dann auch Europameister.
1954 gewann Hans-Peter Mehling seinen ersten deutschen Meistertitel. Er siegte u. a. im Halbfinale über Johann Kolz aus Frechen und schlug im Finale Conny Rudhof aus Rüsselsheim klar nach Punkten. Internationale Meisterschaften standen in diesem Jahr nicht an.
Auch 1955 wurde Hans-Peter Mehling wieder deutscher Meister im Federgewicht. Er besiegte dabei im Halbfinale Altmeister Egon Schidan aus Düsseldorf und im Finale erneut Conny Rudhof nach Punkten. Bei der Europameisterschaft in Berlin siegte er im Achtelfinale über den Ägypter Shakweer durch K. o. in der dritten Runde, schlug im Viertelfinale den Österreicher Zima klar nach Punkten und unterlag im Halbfinale dem sowjetischen Sportler Alexander Sassuchin nach Punkten. Damit hatte er erneut eine Bronzemedaille gewonnen.
Im Jahre 1956 gewann Hans-Peter Mehling seinen dritten deutschen Meistertitel im Federgewicht. Dabei schlug er u. a. Günter Johannpeter aus Hamm, einen von acht boxenden Brüdern und im Finale siegte er über Hermann Lagarden aus Goch sicher nach Punkten. Bei der Olympiaausscheidung für die gesamtdeutsche Olympiamannschaft unterlag Hans-Peter Mehling gegen Karl-Heinz Schulz vom ZSK „Vorwärts“ Berlin und verpasste somit die Teilnahme an den Olympischen Spielen in Melbourne.
1957 siegte er dann in der Qualifikation der bundesdeutschen Boxer für die Europameisterschaft in Prag über Bauer aus Stuttgart und Hermann Lagarden. In Prag hatte er aber Pech: Nach einem Punktsieg über Dubowski aus Ungarn kämpfte er in der nächsten Runde gegen Mario Sitri aus Italien. In der zweiten Runde stießen dabei beide Boxer mit den Köpfen zusammen, wobei Hans-Peter Mehling eine klaffende Augenbrauenverletzung erlitt und nicht weiterboxen konnte. Die deutsche Mannschaftsleitung forderte die Disqualifikation von Sitri wegen Kopfstoßens, die Jury entschied aber auf Abbruchsieger Sitri wegen Verletzung von Mehling.
Nach dieser Meisterschaft trat Hans-Peter Mehling vom Boxen zurück, obwohl er erst 23 Jahre alt war. Er wollte sich seiner Berufsausbildung widmen. Er blieb dem Boxen aber als langjähriger Vorsitzender des VfK Celle erhalten.
Insgesamt bestritt er 228 Kämpfe, von denen er 184 gewann und 18 verlor. 26 Begegnungen endeten unentschieden.
Hans-Peter Mehling starb am 13. Oktober 2019 nach langer, schwerer Krankheit.
Länderkämpfe von Hans-Peter Mehling
- 28. Januar 1953 in München, BRD–Österreich, Punktsieger über Berghuber,
- 1. Mai 1953 in Essen, BRD–Spanien, KO-Sieger 2. Runde über de la Cruz,
- 14. Juni 1953 in Köln, BRD–Frankreich, Punktniederlage gegen Poncy,
- 26. September 1953 in Frankfurt am Main, BRD–England, Punktniederlage gegen Lewis,
- 30. Oktober 1953 in Kassel, BRD–Schweden, Punktsieger über Warmström,
- 26. April 1954 in Mailand, Italien–BRD, Punktsieger über Frecchi,
- 25. Oktober 1954 in Dublin, Irland–BRD, Punktsieger über Sheehan,
- 1. November 1954 in Mooncain, Irland–BRD, Punktsieger über Coyne,
- 5. November 1954 in Dublin, Irland–BRD, Punktsieger über Nolan,
- 17. November 1954 in London, England–BRD, Punktniederlage gegen Thomas Nicholls,
- 12. Dezember 1954 in Kopenhagen, Dänemark–BRD, RSC-Sieger 3. Runde über Andersen,
- 24. April 1955 in St. Nazaire, Frankreich–BRD, Punktniederlage gegen Martin,
- 25. Oktober 1955 in Wolverhampton, England-BRD, Punktsieger über Kidd,
- 28. Oktober 1955 in Wellington, England-BRD, Punktsieger über Gordon,
- 29. Oktober 1955 in Stoke-On-Trent, England-BRD, Punktsieger über Kidd,
- 21. Januar 1956 in Kiel, BRD–Irland, Punktsieger über McNally,
- 7. Februar 1956 in Moskau, UdSSR–BRD, Punktsieger über Enkusis,
- 9. Februar 1956 in Moskau, UdSSR-BRD, Punktsieger über Tscherminen,
- 19. Februar 1956 in Warschau, Polen–BRD, Punktsieger über Soczewski,
- 10. Februar 1957 in Dortmund, BRD–Polen, Punktsieger über Boczarski,
- 15. März 1957 in Hamburg, BRD–UdSSR, Punktniederlage gegen Sasuschin